# Gornji Humac
Gornji Humac is een plaats in de gemeente Pučišća in de Kroatische provincie Split-Dalmatië. De plaats telt inwoners (2001).